# Гофе (округ)
Гофе (нім. Bezirk Höfe) — округ у Швейцарії в кантоні Швіц.
Адміністративний центр — Воллерау.

## Громади
У таблиці наведено список громад округу станом на 2022 рік, населення та площа станом на 2019 рік.

| Українська назва | Оригінальна назва | Код BFS | Населення | Площа |
| ---------------- | ----------------- | ------- | --------- | ----- |
| Воллерау         | Wollerau          | 1323    | 7299      | 6,3   |
| Фойзісберг       | Feusisberg        | 1321    | 5350      | 17,5  |
| Фраєнбах         | Freienbach        | 1322    | 16506     | 13,8  |